# Pont du Diable (Céret)
Pour les articles homonymes, voir Pont du Diable.
Le pont du Diable  ou Vieux Pont de Céret est un pont de pierre à arche unique datant du XIVe siècle. Il se trouve dans la ville de Céret dans le département des Pyrénées-Orientales et la région Occitanie dans le sud de France. Il franchit le Tech.
Le pont a une portée de 45,45 m, une des plus grandes portées d'une arche de pierre au Moyen Âge. La hauteur au sommet de l'arche est de 22,30 m. Le pont a été construit de 1321 à 1341 et en partie reconstruit au XVIIIe siècle.
Selon la légende, la construction du pont aurait été entravée par le Diable.

## Histoire

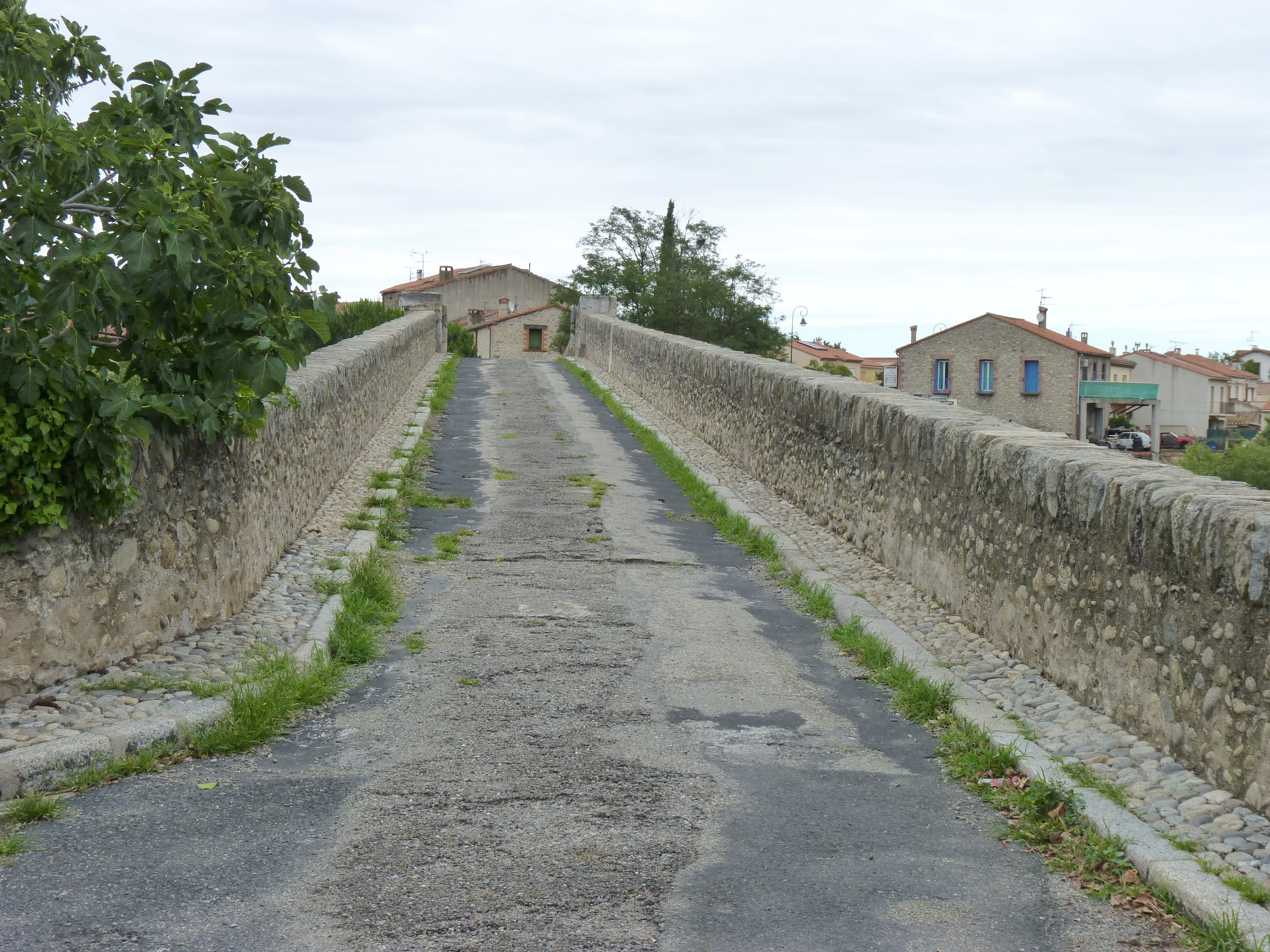
Voie de circulation.

Le pont est daté du début du XIVe siècle. Sa construction dure de 1321 à 1341, sur les fonds de la ville de Céret aidée des villages alentour. Le pont subit diverses réparations entre 1718 et 1762. En 1718 la culée sud est réparée, de 1735 à 1741 le pavage est refait, les fissures sont scellées, les murs de tête sont relevés. De nouveaux contreforts sont construits. En 1750, les murs de soutènements de l'avenue du pont sont refaits sur la rive gauche. En 1762, c'est le tour de ceux de la rive droite.
En 1793, le pont manque d'être détruit par le général Dagobert qui souhaite couper la route à l'armée espagnole, mais est sauvé in extremis grâce à l'intervention du conventionnel Joseph Cassanyes,.
Le pont est classé monument historique depuis 1840.
Georges Sorel, alors ingénieur des ponts et chaussées à Perpignan, lui a dédié une longue étude historique et esthétique intitulée « Note sur le vieux pont de Céret », dans le bulletin de la Société agricole, scientifique et littéraire des Pyrénées-Orientales, vol. XXXII, 1891.

Le 24 juin 2013, une artiste australienne, Jodi Rose, se marie avec le pont du Diable.

## Record
Le pont du Diable détient le record mondial de la plus longue arche en pierre pendant une brève période, de la fin de sa construction en 1341 jusqu'en 1356. Il est ensuite détrôné par le pont Scaliger en Italie.

## Légende
Bien qu'habituellement désigné simplement sous le nom de pont de Céret tout au long de son histoire, le nom de pont du Diable est mentionné par divers auteurs aux XVIIIe et XIXe siècles.
Jean-Aimar Piganiol de La Force, dans sa Nouvelle description de la France (1722) donne du pont la description suivante :

« L'on passe le Tec à Céret sur un pont d'une seule arche de pierre, qui est la plus large, la plus haute, & la plus hardie qu'il y ait peut-être en France. Quand on est au milieu, il est difficile de regarder en bas sans frémir. Il est pavé, & les voitures passent pardessus. On dit dans le païs que c'est le Diable qui l'a fait. On trouve au bout une Chapelle, où en tems de guerre il y a toûjours un corps-de-garde. »

Victor Dujardin, homme du nord devenu Cérétan d'adoption, mentionne dans son Voyage aux Pyrénées : souvenirs du Midi par un homme du Nord ; le Roussillon (1890) le nom et la légende du pont du Diable :

« Le pont de Céret s'est nommé aussi, dit-on, le pont du Diable. - Lors de sa construction, il aurait été plusieurs fois renversé par Satan qui, la nuit, enlevait la pierre principale d'une pile. Cette légende est à peu près effacée dans la mémoire des populations. »

L'écrivain Carles Bosch de la Trinxeria, originaire du Vallespir, en donne une version un peu différente en 1896 :

« À huit heures nous arrivons au pont de Céret, - le fameux pont du Diable, - à une seule arche d'une hauteur prodigieuse. D'après la légende, le démon n'eut pas le temps d'en poser la dernière pierre ; cette version il faut le dire, est commune à la plupart de ceux de nos vieux monuments qui se distinguent par la hardiesse de leur construction. »

Le géographe Onésime Reclus, qui rédige les notices concernant les Pyrénées-Orientales pour les brochures du Touring club de France entre 1900 et 1906, précise :

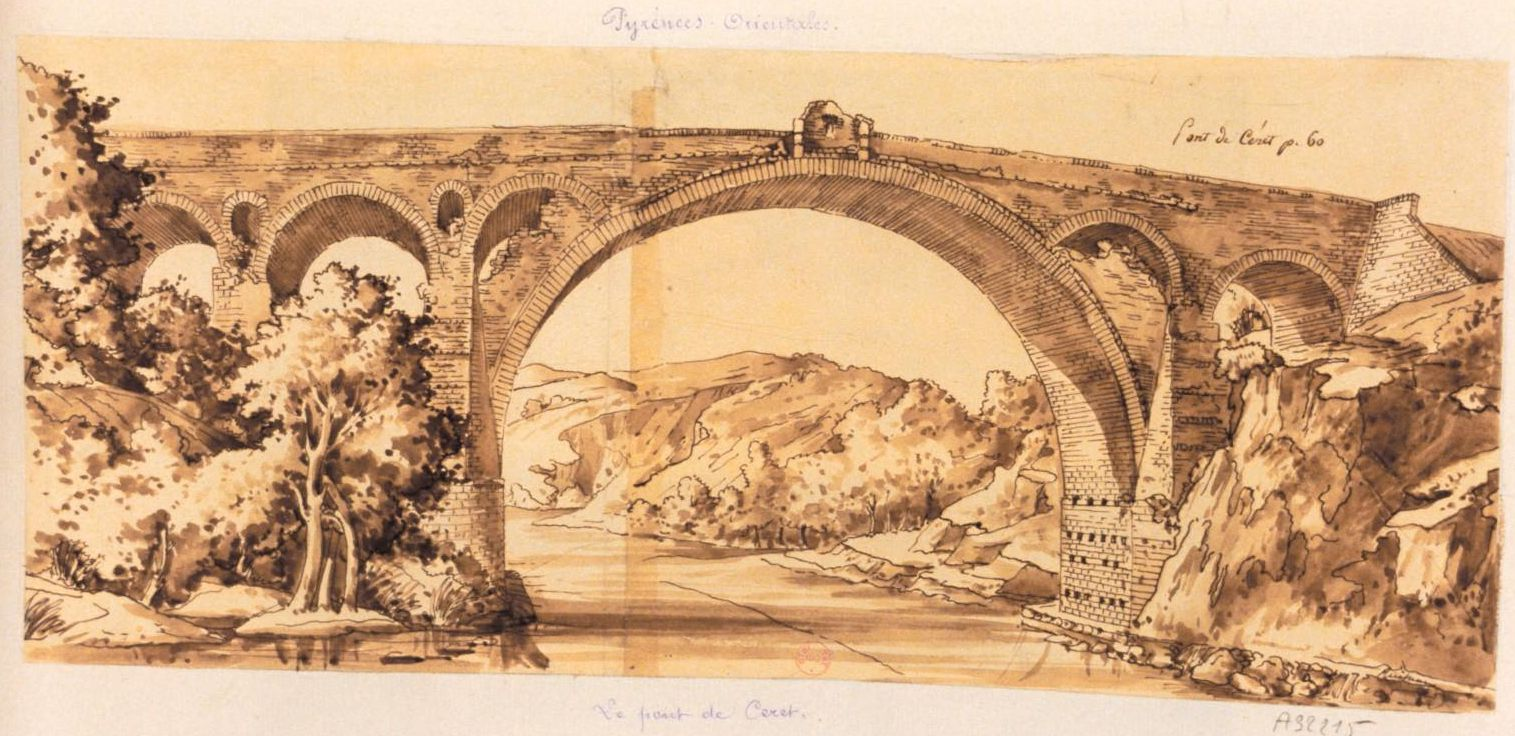
Le pont du Diable vers 1830.

« Une légende populaire en attribue la construction au Diable, qui l'aurait édifié en une seule nuit. »

## Culture populaire

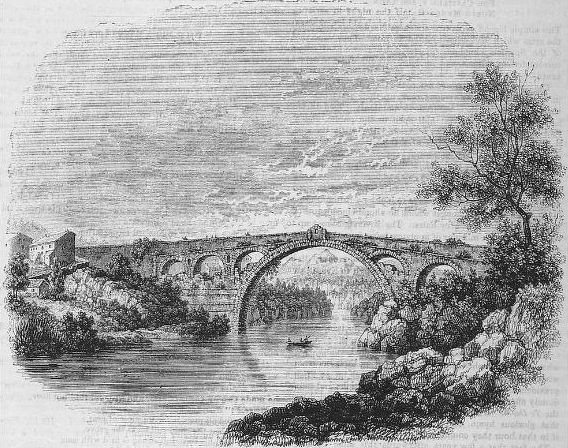
Le pont du Diable en 1853.

### Littérature
- Gil Graff, Céret noir, Perpignan, Mare nostrum, coll. « Les polars catalans », 2011, 143 p. (ISBN 978-2-36391-001-1)  — l'histoire débute sous le pont du Diable à Céret.

### Peinture
Le pont du Diable a été peint par de nombreux artistes, parmi lesquels figurent notamment Paul Cézanne, Auguste Herbin ou Vincent Bioulès.

### Cinéma
- Une scène du film Le Bossu d'André Hunebelle y a été tournée : celle avec les trois spadassins envoyés en Espagne pour liquider Lagardère (Jean Marais) et la fille du duc de Nevers (Sabine Sesselmann).